# Michael Faustino
Michael James Faustino (Los Angeles, 16 novembre 1979) è un attore statunitense.

## Biografia
Fratello minore dell'attore David Faustino, Michael è un attore noto nei ruoli da bambino in diversi film e serie televisive dal 1986.

## Filmografia

### Cinema
- Scuola di mostri (The Monster Squad), regia di Fred Dekker (1987)
- Lo gnomo e il poliziotto (A Gnome Named Gnorm), regia di Stan Winston (1990)
- Cose dell'altro mondo (Suburban Commando), regia di Burt Kennedy (1991)
- Frammenti di verità (Lightning in a Bottle), regia di Jeff Kwitny (1993)
- Ho trovato un milione di dollari (Blank Check), regia di Rupert Wainwright (1994)

### Televisione
- Matlock – serie TV, episodio 1x03 (1986)
- Autostop per il cielo (Highway to Heaven) – serie TV, episodio 4x13 (1988)
- CBS Schoolbreak Special – serie TV, episodio 5x3 (1988)
- Heartbeat – serie TV, episodio 2x6 (1989)
- Benvenuto sulla Terra (Hard Time on Planet Earth) – serie TV, episodi 1x03 (1989)
- La casa dei piccioni viaggiatori (Where Pigeons Go to Die), regia di Michael Landon – film TV (1990)
- Alien Nation – serie TV, episodio 1x13 (1990)
- E giustizia per tutti (Equal Justice) – serie TV, 4 episodi (1990)
- Peccati inconfessabili (Judgment), regia di Tom Topor – film TV (1990)
- Amicizia fatale (Fatal Friendship), regia di Bradford May - film TV (1991)
- Sposati... con figli (Married with Children) – serie TV, 5 episodi (1987-1995)
- Tummy, regia di Giannetto De Rossi – film TV (1995)